# Estados Unidos nos Jogos Olímpicos de Inverno de 2010

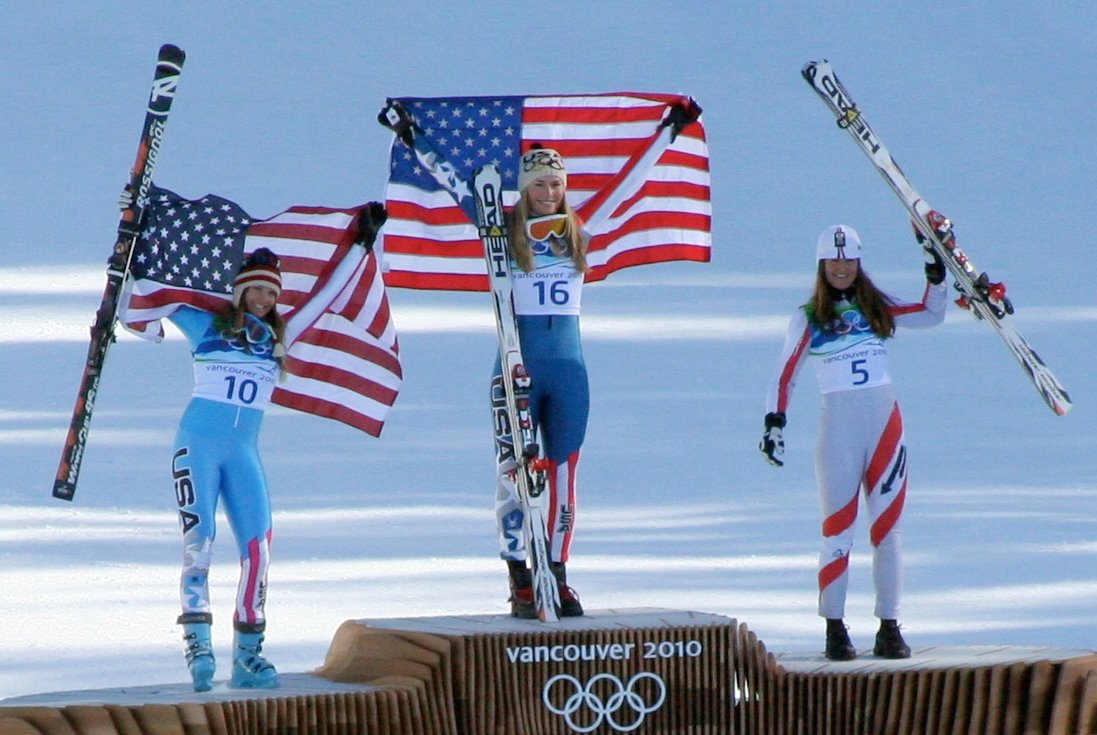
Julia Mancuso (esquerda) e Lindsey Vonn (centro) conquistaram medalhas na prova de downhill do esqui alpino.

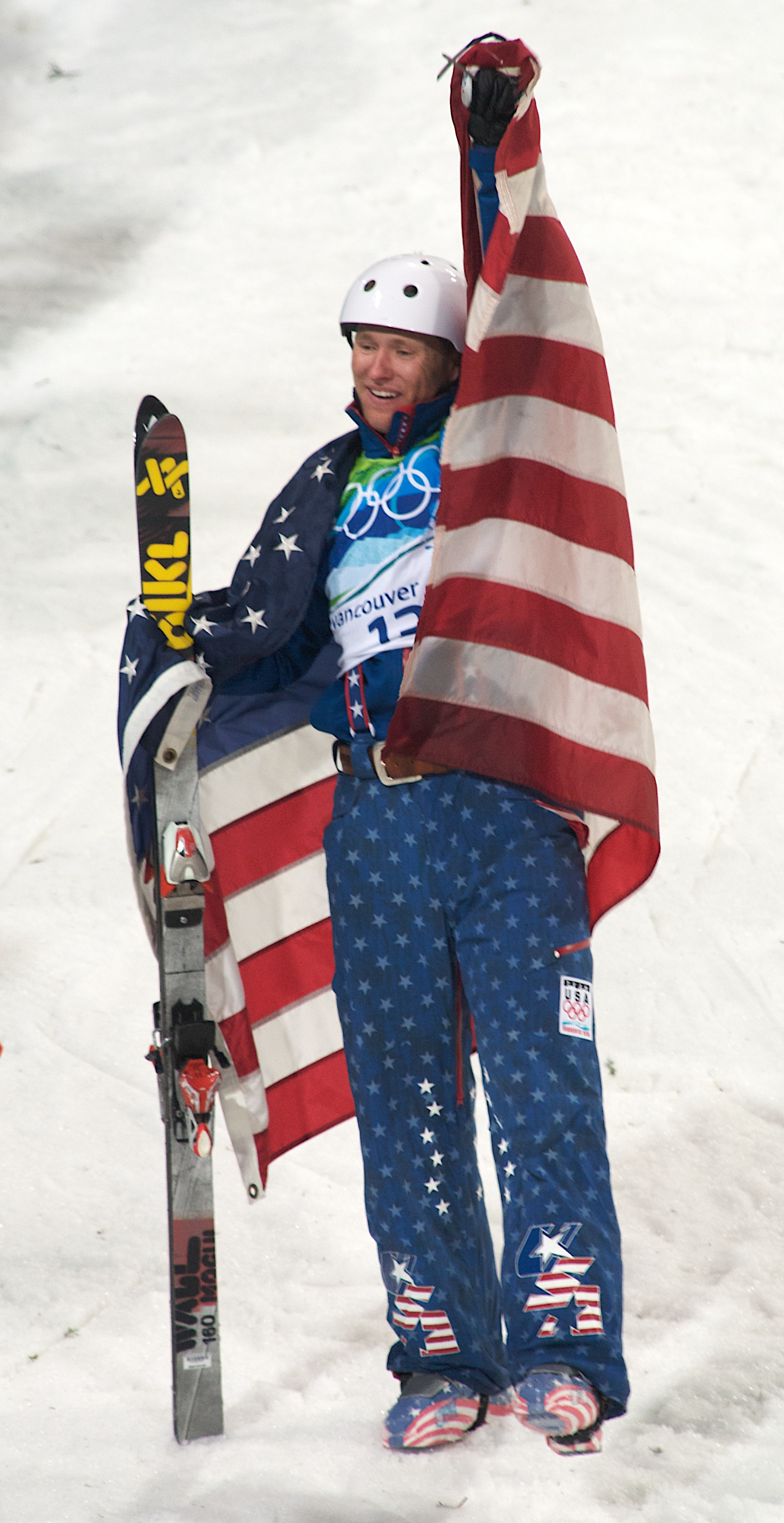
Jeret Peterson foi medalhista de prata no esqui estilo livre.

Os Estados Unidos participaram dos Jogos Olímpicos de Inverno de 2010, realizados em Vancouver, no Canadá. O país é o único a ganhar medalhas de ouro em todas as edições de Jogos Olímpicos de Inverno já realizadas.

## Medalhas
| Brianne McLaughlin Molly Schaus Jessie Vetter Kacey Bellamy Caitlin Cahow Lisa Chesson Molly Engstrom Angela Ruggiero Kerry Weiland Julie Chu Natalie Darwitz | Meghan Duggan Hilary Knight Jocelyne Lamoureux Monique Lamoureux Erika Lawler Gisele Marvin Jenny Potter Kelli Stack Karen Thatcher Jinelle Zaugg-Siergiej |

| Ryan Miller Jonathan Quick Tim Thomas Tim Gleason Erik Johnson Jack Johnson Brooks Orpik Brian Rafalski Ryan Suter Ryan Whitney David Backes Dustin Brown | Ryan Callahan Chris Drury Patrick Kane Ryan Kesler Phil Kessel Jamie Langenbrunner Ryan Malone Zach Parise Joe Pavelski Bobby Ryan Paul Stastny |

## Desempenho

### Biatlo

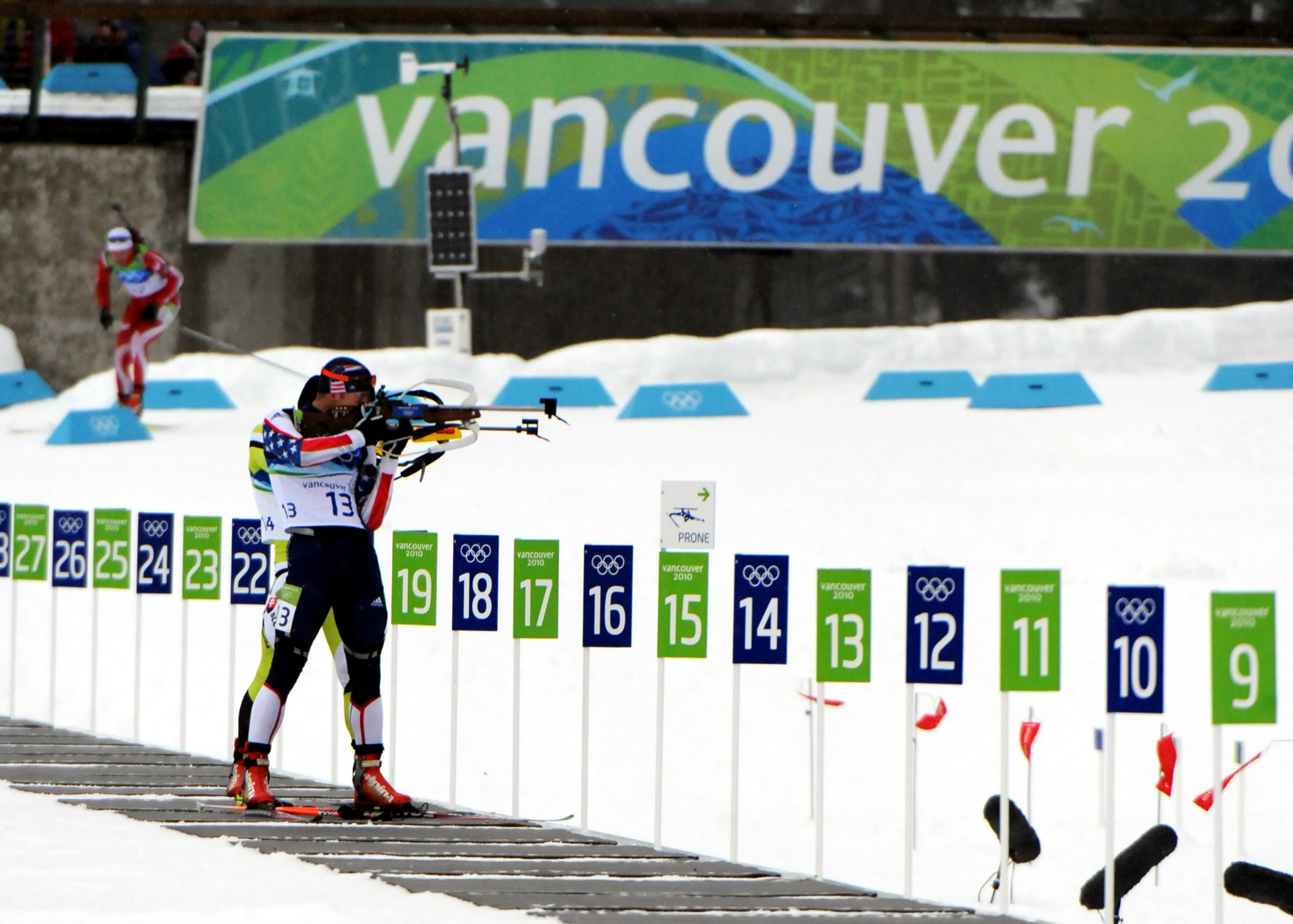
Jeremy Teela durante a prova de velocidade.

Três homens e uma mulher estavam pré-qualificados para as Olimpíadas de 2010 pela posição entre os trinta primeiros na classificação geral da Copa do Mundo. Os demais atletas foram oficialmente anunciados em 11 de janeiro de 2010.
Feminino
| Atleta                                                   | Evento            | Final     | Final       | Final   |
| Atleta                                                   | Evento            | Tempo     | Penalidades | Posição |
| -------------------------------------------------------- | ----------------- | --------- | ----------- | ------- |
| Sara Studebaker                                          | Velocidade        | 22:05.3   | 1 (0+1)     | 45º     |
| Sara Studebaker                                          | Perseguição       | 35:00.1   | 2 (1+0+0+1) | 46º     |
| Sara Studebaker                                          | Individual        | 44:27.3   | 1 (0+0+1+0) | 34º     |
| Laura Spector                                            | Velocidade        | 23:18.1   | 2 (1+1)     | 77º     |
| Laura Spector                                            | Individual        | 47:19.3   | 2 (0+0+0+2) | 65º     |
| Lanny Barnes                                             | Velocidade        | 23:26.0   | 1 (1+0)     | 78º     |
| Lanny Barnes                                             | Individual        | 43:31.8   | 0 (0+0+0+0) | 23º     |
| Haley Johnson                                            | Velocidade        | 23:35.4   | 4 (1+3)     | 80º     |
| Haley Johnson                                            | Individual        | 47:19.4   | 4 (2+1+0+1) | 66º     |
| Sara Studebaker Lanny Barnes Haley Johnson Laura Spector | Revezamento 4x5km | 1:15:47.5 | 1+8 0+4     | 17º     |

Masculino
| Atleta                                            | Evento              | Final     | Final       | Final   |
| Atleta                                            | Evento              | Tempo     | Penalidades | Posição |
| ------------------------------------------------- | ------------------- | --------- | ----------- | ------- |
| Tim Burke                                         | Velocidade          | 26:54.8   | 3 (1+2)     | 47º     |
| Tim Burke                                         | Perseguição         | 37:26.8   | 5 (0+2+1+2) | 46º     |
| Tim Burke                                         | Individual          | 53:22.6   | 5 (1+1+0+3) | 45º     |
| Tim Burke                                         | Largada coletiva    | 36:44.7   | 4 (0+0+3+1) | 18º     |
| Jay Hakkinen                                      | Velocidade          | 27:17.4   | 0 (0+0)     | 54º     |
| Jay Hakkinen                                      | Perseguição         | 40:33.2   | 6 (1+2+3+0) | 57º     |
| Jay Hakkinen                                      | Individual          | 57:01.8   | 7 (2+1+2+2) | 76º     |
| Jeremy Teela                                      | Velocidade          | 25:21.7   | 2 (1+1)     | 9º      |
| Jeremy Teela                                      | Perseguição         | 35:45.4   | 4 (0+0+2+2) | 24º     |
| Jeremy Teela                                      | Largada coletiva    | 38:36.1   | 4 (1+1+0+2) | 29º     |
| Lowell Bailey                                     | Velocidade          | 26:26.6   | 0 (0+0)     | 36º     |
| Lowell Bailey                                     | Perseguição         | 36:34.0   | 3 (0+2+1+0) | 36º     |
| Lowell Bailey                                     | Individual          | 54:23.1   | 4 (0+2+1+1) | 57º     |
| Wynn Roberts                                      | Individual          | 58:49.2   | 8 (3+2+0+3) | 86º     |
| Lowell Bailey Jay Hakkinen Tim Burke Jeremy Teela | Revezamento 4x7,5km | 1:27:58.3 | 0+2 4+10    | 13º     |

### Bobsleigh

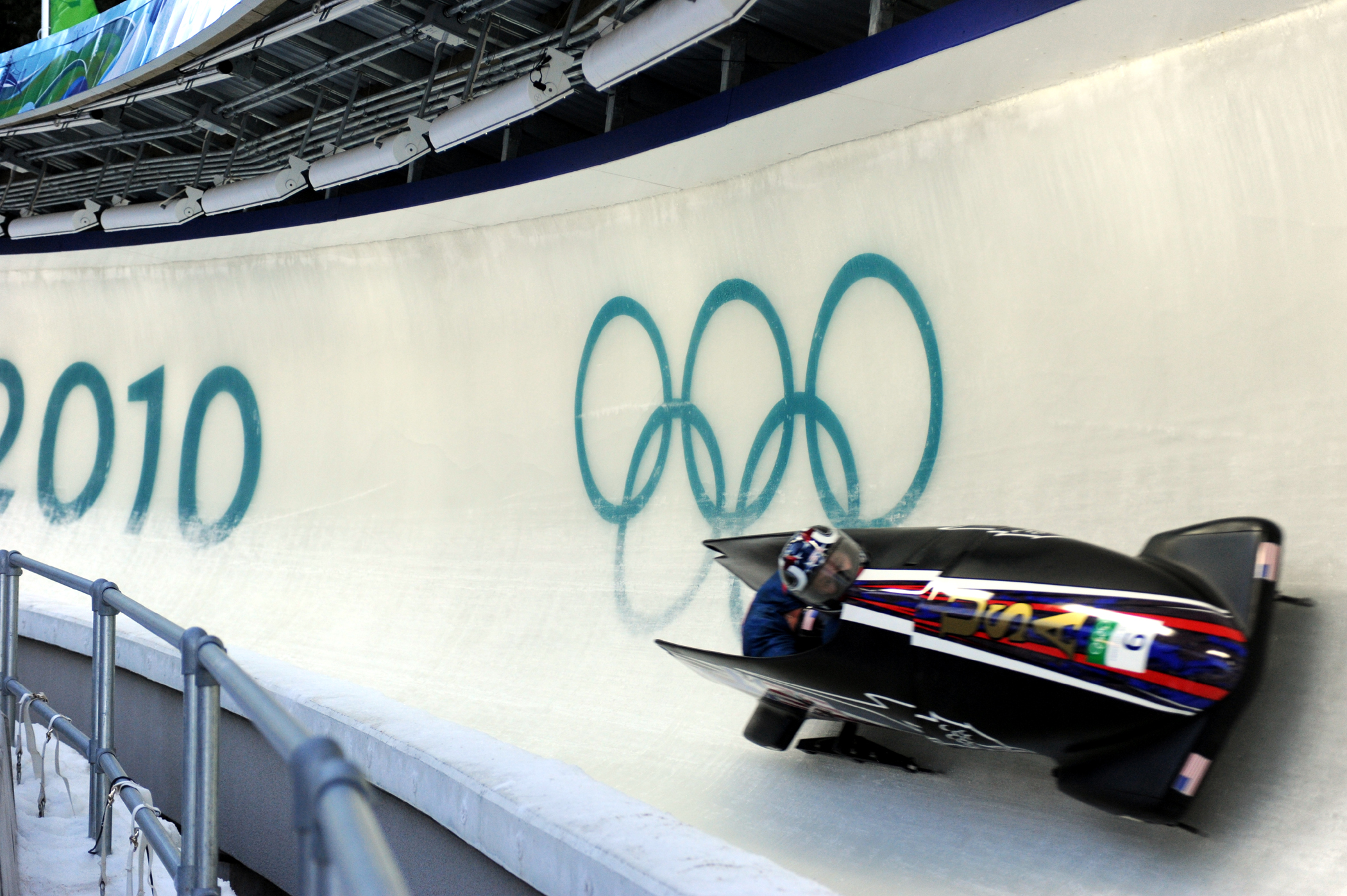
Trenó Estados Unidos II composto por John Napier e Steven Langton.

Três equipes por evento obtiveram qualificação para as Olimpíadas.
Feminino
| Atleta                         | Evento | Final      | Final      | Final      | Final      | Final   | Final             |
| Atleta                         | Evento | 1ª corrida | 2ª corrida | 3ª corrida | 4ª corrida | Total   | Pos.              |
| ------------------------------ | ------ | ---------- | ---------- | ---------- | ---------- | ------- | ----------------- |
| Shauna Rohbock Michelle Rzepka | Duplas | 53.73      | 53.36      | 53.53      | 53.44      | 3:34.06 | 6º                |
| Erin Pac Elana Meyers          | Duplas | 53.28      | 53.05      | 53.29      | 53.78      | 3:33.40 | Medalha de bronze |
| Bree Schaaf Emily Azevedo      | Duplas | 53.76      | 53.33      | 53.56      | 53.40      | 3:34.06 | 6º                |

Masculino
| Atleta                                                       | Evento  | Final      | Final      | Final      | Final      | Final   | Final           |
| Atleta                                                       | Evento  | 1ª corrida | 2ª corrida | 3ª corrida | 4ª corrida | Total   | Pos.            |
| ------------------------------------------------------------ | ------- | ---------- | ---------- | ---------- | ---------- | ------- | --------------- |
| Steven Holcomb Curtis Tomasevicz                             | Duplas  | 51.89      | 52.04      | 51.98      | 52.03      | 3:27.94 | 6º              |
| John Napier Steven Langton                                   | Duplas  | 52.28      | 52.45      | 52.31      | 52.36      | 3:29.40 | 20º             |
| Mike Kohn Nick Cunningham                                    | Duplas  | 52.47      | 52.71      | 52.25      | 52.35      | 3:29.78 | 12º             |
| Steven Holcomb Justin Olsen Steve Mesler Curtis Tomasevicz   | Equipes | 50.89      | 50.86      | 51.19      | 51.52      | 3:24.46 | Medalha de ouro |
| John Napier Charles Berkeley Steven Langton Christopher Fogt | Equipes | 51.30      | 53.41      | DNS        | DNS        | DNS     | DNS             |
| Mike Kohn Jamie Moriarty Bill Schuffenhauer Nick Cunningham  | Equipes | 51.69      | 51.42      | 52.10      | 52.11      | 3:27.32 | 13º             |

### Combinado nórdico
A equipe de cinco atletas foi anunciada em 21 de janeiro de 2010.
| Atleta                                                  | Evento            | Salto de esqui | Salto de esqui | Cross-country | Cross-country | Cross-country    |
| Atleta                                                  | Evento            | Pts            | Pos.           | Déficit       | Tempo         | Pos.             |
| ------------------------------------------------------- | ----------------- | -------------- | -------------- | ------------- | ------------- | ---------------- |
| Brett Camerota                                          | Pista normal 10km | 121.5          | 10°            | +0:56         | 27:56.6       | 36°              |
| Bill Demong                                             | Pista normal 10km | 116.5          | 24°            | +1:20         | 26:05.0       | 6°               |
| Bill Demong                                             | Pista longa 10km  | 115.5          | 6º             | +0:46         | 25:32.9       | Medalha de ouro  |
| Todd Lodwick                                            | Pista normal 10km | 127.0          | 2°             | +0:34         | 25:48.6       | 4°               |
| Todd Lodwick                                            | Pista longa 10km  | 108.7          | 13º            | +1:13         | 26.43.2       | 13º              |
| Johnny Spillane                                         | Pista normal 10km | 124.5          | 4°             | +0:44         | 25:47.5       | Medalha de prata |
| Johnny Spillane                                         | Pista longa 10km  | 118.5          | 2º             | +0:34         | 25:36.9       | Medalha de prata |
| Taylor Fletcher                                         | Pista longa 10km  | 38.0           | 46°            | +5:56         | 31.73.5       | 45°              |
| Brett Camerota Todd Lodwick Bill Demong Johnny Spillane | Equipes           | 505.8          | 2°             | +0:02         | 49:36.8 02    | Medalha de prata |

### 

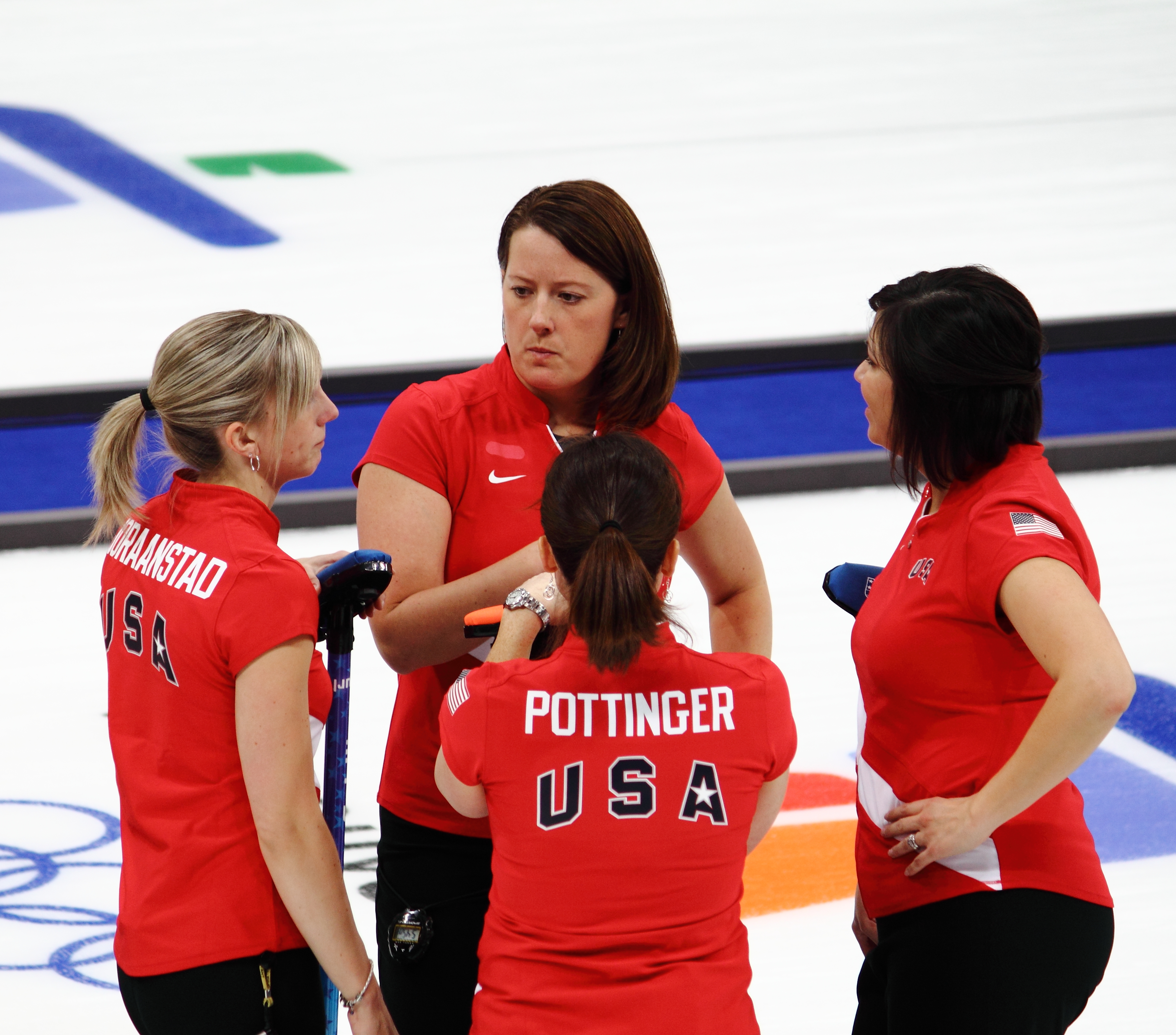
Equipe feminina de curling obteve apenas duas vitórias em Vancouver.

### Curling
Feminino
| Equipe                                                                                | Primeira fase | Primeira fase | Semifinal              | Final                  | Pos.        |
| Equipe                                                                                | Adversário e resultado | Pos.          | Adversário e resultado | Adversário e resultado | Pos.        |
| ------------------------------------------------------------------------------------- | --- | ------------- | ---------------------- | ---------------------- | ----------- |
| Debbie McCormick Natalie Nicholson Nicole Joraanstad Allison Pottinger Tracy Sachtjen | JPN Japão D 7–9 GER Alemanha D 5–6 DEN Dinamarca D 6–7 RUS Rússia V 6–4 GBR Grã-Bretanha V 6–5 CAN Canadá D 2–9 SWE Suécia D 3–9 CHN China D 5–6 SUI Suíça D 3–10 | 10º           | Não avançou            | Não avançou            | Não avançou |

Masculino
| Equipe                                                        | Primeira fase | Primeira fase | Play-off               | Semifinal              | Final                  | Pos.        |
| Equipe                                                        | Adversário e resultado | Pos.          | Adversário e resultado | Adversário e resultado | Adversário e resultado | Pos.        |
| ------------------------------------------------------------- | --- | ------------- | ---------------------- | ---------------------- | ---------------------- | ----------- |
| John Shuster Jason Smith Jeff Isaacson John Benton Chris Plys | GER Alemanha D 5–7 NOR Noruega D 5–6 SUI Suíça D 6–7 DEN Dinamarca D 6–7 FRA França V 4–3 SWE Suécia V 8–7 GBR Grã-Bretanha D 2–4 CAN Canadá D 2–7 CHN China D 5–11 | 10º           | Não avançou            | Não avançou            | Não avançou            | Não avançou |

### Esqui alpino
Vinte e dois atletas, sendo doze homens e dez mulheres, foram anunciados em 26 de janeiro de 2010 para os eventos de esqui alpino.
Feminino
| Atleta            | Evento         | Corrida 1 | Corrida 2 | Total   | Pos.              |     |     |
| ----------------- | -------------- | --------- | --------- | ------- | ----------------- | --- | --- |
| Stacey Cook       | Downhill       | 1:46.98   |           |         | 11º               |     |     |
| Julia Mancuso     | Combinado      | 1:24.96   | 45:12     | 2:10.08 | Medalha de prata  |     |     |
| Julia Mancuso     | Downhill       | 1:44.75   |           |         | Medalha de prata  |     |     |
| Julia Mancuso     | Super-G        | 1.21.50   |           |         | 9º                |     |     |
| Julia Mancuso     | Slalom gigante | 1:16.42   | 1:11.24   | 2:27.66 | 8º                |     |     |
| Alice McKennis    | Downhill       | DSQ       |           |         | DNF               |     |     |
| Kaylin Richardson | Combinado      | 1:27.64   | 45.76     | 2:13.40 | 17º               |     |     |
| Leanne Smith      | Combinado      | 1:27.27   | 46.70     | 2:13.97 | 21º               |     |     |
| Leanne Smith      | Super-G        | 1:23.05   |           |         | 18º               |     |     |
| Lindsey Vonn      | Combinado      | 1:24.16   | DNF       | DNF     | DNF               |     |     |
| Lindsey Vonn      | Downhill       | 1:44.19   |           |         | Medalha de ouro   |     |     |
| Lindsey Vonn      | Super-G        | 1:20.88   |           |         | Medalha de bronze |     |     |
| Lindsey Vonn      | Slalom gigante | DNF       | DNF       | DNF     | DNF               | DNF | DNF |
| Lindsey Vonn      | Slalom         | DNF       | DNF       | DNF     | DNF               | DNF | DNF |
| Chelsea Marshall  | Super-G        | DNF       |           |         | DNF               |     |     |
| Sarah Schleper    | Slalom gigante | 1:16.19   | 1:12.17   | 2:28.36 | 14º               |     |     |
| Sarah Schleper    | Slalom         | 51.83     | 54.05     | 1:45.88 | 16º               |     |     |
| Megan McJames     | Slalom gigante | 1:18.30   | 1:14.68   | 2:32.98 | 32º               |     |     |
| Megan McJames     | Slalom         | 54.41     | DNF       | DNF     | DNF               |     |     |
| Hailey Duke       | Slalom         | 54.02     | 54.67     | 1:48.69 | 30º               |     |     |

Masculino
| Atleta           | Evento         | Corrida 1 | Corrida 2 | Total   | Pos.              |
| ---------------- | -------------- | --------- | --------- | ------- | ----------------- |
| Will Brandenburg | Combinado      | 1:56.28   | 50.78     | 2:47.06 | 10º               |
| Ted Ligety       | Super-G        | 1:31.70   |           |         | 19º               |
| Ted Ligety       | Combinado      | 1:55.06   | 50.76     | 2:45.82 | 5º                |
| Ted Ligety       | Slalom gigante | 1:17.87   | 1:21.24   | 2:39.11 | 9º                |
| Ted Ligety       | Slalom         | DNF       | DNF       | DNF     | DNF               |
| Bode Miller      | Downhill       | 1:54.40   |           |         | Medalha de bronze |
| Bode Miller      | Super-G        | 1:30.62   |           |         | Medalha de prata  |
| Bode Miller      | Combinado      | 1:53.91   | 51.01     | 2:44.92 | Medalha de ouro   |
| Bode Miller      | Slalom gigante | DNF       |           |         | DNF               |
| Bode Miller      | Slalom         | DNF       | DNF       | DNF     | DNF               |
| Steven Nyman     | Downhill       | 1:55.71   |           |         | 20º               |
| Marco Sullivan   | Downhill       | 2:07.76   |           |         | 60º               |
| Marco Sullivan   | Super-G        | 1:32.09   |           |         | 23º               |
| Andrew Weibrecht | Downhill       | 1:55.74   |           |         | 21º               |
| Andrew Weibrecht | Super-G        | 1:30.65   |           |         | Medalha de bronze |
| Andrew Weibrecht | Combinado      | 1:55.23   | 52.35     | 2:47.58 | 11º               |
| Tommy Ford       | Slalom gigante | 1:19.10   | 1:22.05   | 2:41.15 | 26º               |
| Jake Zamansky    | Slalom gigante | 1:19.85   | 1:22.50   | 2:42.35 | 31º               |
| Nolan Kasper     | Slalom         | 50.66     | 52.51     | 1:43.17 | 24º               |
| Jimmy Cochran    | Slalom         | 54.94     | DNF       | DNF     | DNF               |

### Esqui cross-country
Os Estados Unidos possuíam oito vagas diretas para as provas de esqui cross-country e obteve outras três vagas adicionais realocadas pela Federação Internacional de Esqui.
Feminino
| Atleta                                                      | Evento                 | Qualificatória | Qualificatória | Quartas-de-final | Quartas-de-final | Semifinal   | Semifinal   | Final       | Final       |
| Atleta                                                      | Evento                 | Tempo          | Pos.           | Tempo            | Pos.             | Tempo       | Pos.        | Tempo       | Pos.        |
| ----------------------------------------------------------- | ---------------------- | -------------- | -------------- | ---------------- | ---------------- | ----------- | ----------- | ----------- | ----------- |
| Morgan Arritola                                             | 10 km livre            |                |                |                  |                  |             |             | 27:04.4     | 34º         |
| Morgan Arritola                                             | Perseguição combinada  |                |                |                  |                  |             |             | 43:25.9     | 37º         |
| Morgan Arritola                                             | Largada coletiva       |                |                |                  |                  |             |             | DNF         | DNF         |
| Holly Brooks                                                | 10 km livre            |                |                |                  |                  |             |             | 27:17.6     | 41º         |
| Holly Brooks                                                | Perseguição combinada  |                |                |                  |                  |             |             | 45:38.8     | 55º         |
| Holly Brooks                                                | Largada coletiva       |                |                |                  |                  |             |             | 1:38:14.5   | 35º         |
| Holly Brooks                                                | Velocidade             | 3:52.51        | 38º            | Não avançou      | Não avançou      | Não avançou | Não avançou | Não avançou | Não avançou |
| Caitlin Compton                                             | 10 km livre            |                |                |                  |                  |             |             | 26:49.1     | 30º         |
| Caitlin Compton                                             | Perseguição combinada  |                |                |                  |                  |             |             | 44:23.3     | 42º         |
| Liz Stephen                                                 | 10 km livre            |                |                |                  |                  |             |             | 27:41.1     | 49º         |
| Liz Stephen                                                 | Perseguição combinada  |                |                |                  |                  |             |             | 45:53.8     | 57º         |
| Kikkan Randall                                              | Largada coletiva       |                |                |                  |                  |             |             | 1:34:59.0   | 23º         |
| Kikkan Randall                                              | Velocidade             | 3:44.97        | 10º            | 3:39.40          | 3º               | 3:45.90     | 4º          | Não avançou | Não avançou |
| Caitlin Compton Kikkan Randall                              | Velocidade por equipes |                |                |                  |                  | 18:48.9     | 3º          | 18:51.6     | 6º          |
| Kikkan Randall Holly Brooks Morgan Arritola Caitlin Compton | Revezamento 4x5 km     |                |                |                  |                  |             |             | 58:57.5     | 11º         |

Masculino
| Atleta                                               | Evento                 | Qualificatória | Qualificatória | Quartas-de-final | Quartas-de-final | Semifinal   | Semifinal   | Final       | Final       |
| Atleta                                               | Evento                 | Tempo          | Pos.           | Tempo            | Pos.             | Tempo       | Pos.        | Tempo       | Pos.        |
| ---------------------------------------------------- | ---------------------- | -------------- | -------------- | ---------------- | ---------------- | ----------- | ----------- | ----------- | ----------- |
| Kris Freeman                                         | 15 km livre            |                |                |                  |                  |             |             | 36:41.6     | 59º         |
| Kris Freeman                                         | Perseguição combinada  |                |                |                  |                  |             |             | 1:23:02.6   | 45º         |
| Kris Freeman                                         | Largada coletiva       |                |                |                  |                  |             |             | DNF         | DNF         |
| Simi Hamilton                                        | 15 km livre            |                |                |                  |                  |             |             | 37:30.5     | 64º         |
| Simi Hamilton                                        | Velocidade             | 3:41.53        | 29º            | 3:43.4           | 6º               | Não avançou | Não avançou | Não avançou | Não avançou |
| Garrott Kuzzy                                        | 15 km livre            |                |                |                  |                  |             |             | 36:41.5     | 58º         |
| Garrott Kuzzy                                        | Velocidade             | 3:47.46        | 47º            | Não avançou      | Não avançou      | Não avançou | Não avançou | Não avançou | Não avançou |
| James Southam                                        | 15 km livre            |                |                |                  |                  |             |             | 35:58.2     | 48º         |
| James Southam                                        | Perseguição combinada  |                |                |                  |                  |             |             | 1:20:46.2   | 34º         |
| James Southam                                        | Largada coletiva       |                |                |                  |                  |             |             | 2:10:08.3   | 28º         |
| Andrew Newell                                        | Velocidade             | 3:46.77        | 45º            | Não avançou      | Não avançou      | Não avançou | Não avançou | Não avançou | Não avançou |
| Torin Koos                                           | Velocidade             | 3:42.72        | 36º            | Não avançou      | Não avançou      | Não avançou | Não avançou | Não avançou | Não avançou |
| Torin Koos Andrew Newell                             | Velocidade por equipes |                |                |                  |                  | 18:43.7     | 2º          | 19:21.6     | 9º          |
| Andrew Newell Torin Koos Garrott Kuzzy Simi Hamilton | Revezamento 4x10 km    |                |                |                  |                  |             |             | 1:51:27.7   | 13º         |

### Esqui estilo livre
A equipe foi anunciada em 26 de janeiro de 2010.
Feminino
| Atleta          | Evento  | Preliminar | Preliminar | Final       | Final             |
| Atleta          | Evento  | Pontos     | Pos.       | Pontos      | Pos.              |
| --------------- | ------- | ---------- | ---------- | ----------- | ----------------- |
| Shannon Bahrke  | Moguls  | 24.27      | 6º         | 25.43       | Medalha de bronze |
| Hannah Kearney  | Moguls  | 25.96      | 1º         | 26.63       | Medalha de ouro   |
| Heather McPhie  | Moguls  | 25.03      | 3º         | 14.52       | 18º               |
| Michelle Roark  | Moguls  | 23.98      | 7º         | 15.90       | 17º               |
| Ashley Caldwell | Aerials | 162.34     | 12º        | 171.10      | 10                |
| Emily Cook      | Aerials | 180.25     | 5º         | 148.92      | 11º               |
| Jana Lindsey    | Aerials | 151.69     | 17º        | Não avançou | Não avançou       |
| Lacy Schnoor    | Aerials | 169.51     | 6º         | 172.89      | 9º                |

Masculino
| Atleta         | Evento  | Preliminar | Preliminar | Final       | Final             |
| Atleta         | Evento  | Pontos     | Pos.       | Pontos      | Pos.              |
| -------------- | ------- | ---------- | ---------- | ----------- | ----------------- |
| Patrick Deneen | Moguls  | 23.97      | 10º        | RNS         | 19º               |
| Michael Morse  | Moguls  | 23.08      | 19º        | 23.38       | 15º               |
| Nate Roberts   | Moguls  | 23.22      | 16º        | RNS         | 19º               |
| Bryon Wilson   | Moguls  | 25.06      | 3º         | 26.08       | Medalha de bronze |
| Scotty Bahrke  | Aerials | 168.72     | 23º        | Não avançou | Não avançou       |
| Matt DePeters  | Aerials | 202.48     | 17º        | Não avançou | Não avançou       |
| Jeret Peterson | Aerials | 237.34     | 5º         | 247.21      | Medalha de prata  |
| Ryan St. Onge  | Aerials | 240.67     | 2º         | 239.93      | 5º                |

| Atleta        | Evento    | Preliminar | Preliminar | Oitavas | Quartas     | Semifinal   | Final       | Final |
| Atleta        | Evento    | Tempo      | Pos.       | Posição | Posição     | Posição     | Posição     | Pos.  |
| ------------- | --------- | ---------- | ---------- | ------- | ----------- | ----------- | ----------- | ----- |
| Casey Puckett | Ski cross | 1:14.35    | 12º        | 4º      | Não avançou | Não avançou | Não avançou | 23º   |
| Daron Rahlves | Ski cross | 1:14.91    | 15º        | 3º      | Não avançou | Não avançou | Não avançou | 28º   |

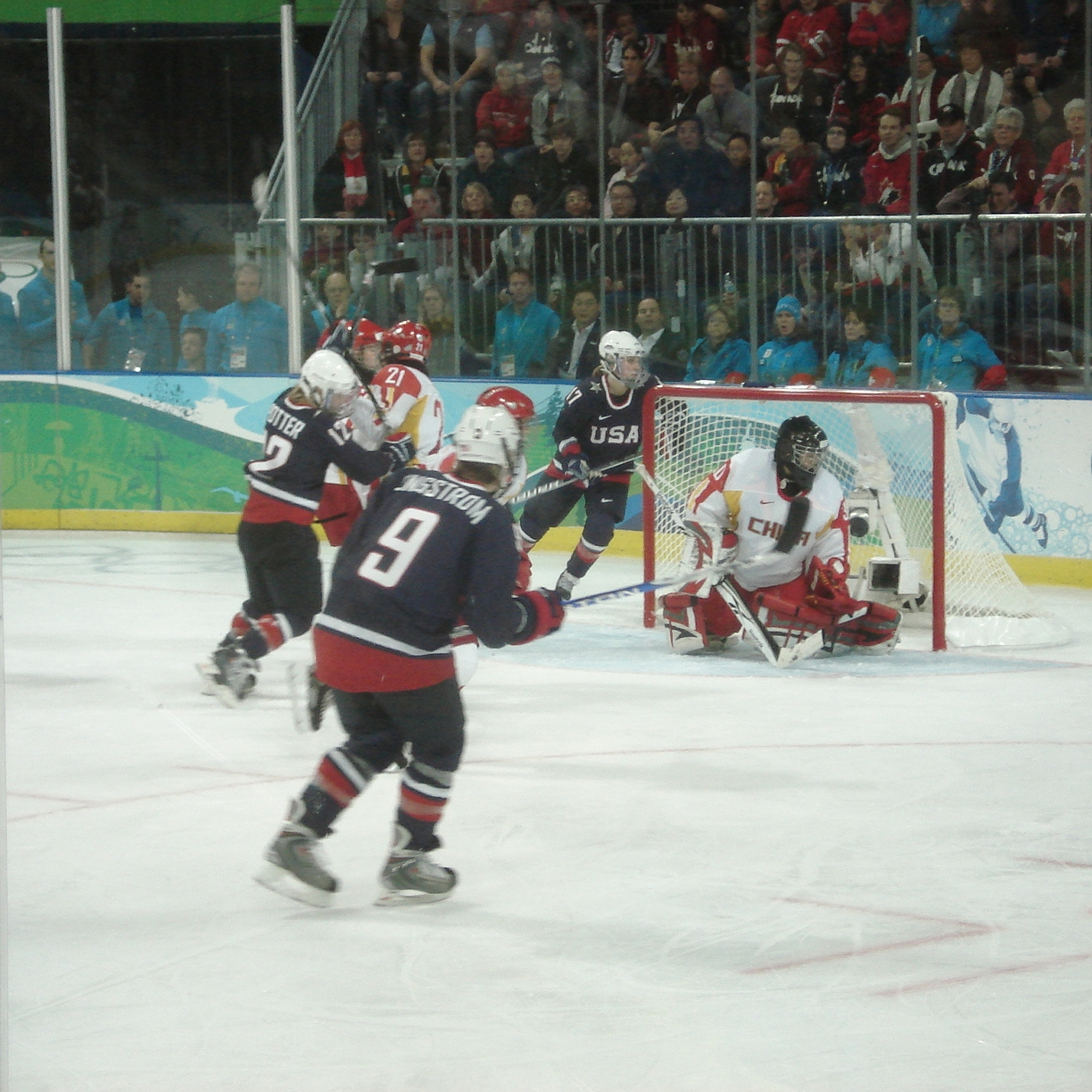
Partida entre Estados Unidos e China na primeira fase.

### Hóquei no gelo
Feminino
| Equipe | Equipe | Fase de grupos                                         | Fase de grupos | Semifinal              | Final                  | Pos.             |
| Equipe | Equipe | Adversário e resultado                                 | Pos.           | Adversário e resultado | Adversário e resultado | Pos.             |
| --- | --- | ------------------------------------------------------ | -------------- | ---------------------- | ---------------------- | ---------------- |
| Brianne McLaughlin Molly Schaus Jessie Vetter Kacey Bellamy Caitlin Cahow Lisa Chesson Molly Engstrom Angela Ruggiero Kerry Weiland Julie Chu Natalie Darwitz | Hilary Knight Meghan Duggan Jocelyn Lamoureux Monique Lamoureux Erika Lawler Gisele Marvin Jenny Potter Kelli Stack Karen Thatcher Jinelle Zaugg-Siergiej | CHN China V 12–1 RUS Rússia V 13–0 FIN Finlândia V 6–0 | 1º (Gr. B)     | SWE Suécia V 9–1       | CAN Canadá D 0–2       | Medalha de prata |

Masculino
| Equipe | Equipe | Fase de grupos                                     | Fase de grupos | Play-offs              | Quartas-de-final       | Semifinal              | Final                  | Pos.             |
| Equipe | Equipe | Adversário e resultado                             | Pos.           | Adversário e resultado | Adversário e resultado | Adversário e resultado | Adversário e resultado | Pos.             |
| --- | --- | -------------------------------------------------- | -------------- | ---------------------- | ---------------------- | ---------------------- | ---------------------- | ---------------- |
| Ryan Miller Jonathan Quick Tim Thomas Tim Gleason Erik Johnson Jack Johnson Brooks Orpik Brian Rafalski Ryan Suter Ryan Whitney David Backes Dustin Brown | Ryan Callahan Chris Drury Patrick Kane Ryan Kesler Phil Kessel Jamie Langenbrunner Ryan Malone Zach Parise Joe Pavelski Bobby Ryan Paul Stastny | SUI Suíça V 3–1 NOR Noruega V 6–1 CAN Canadá V 5–3 | 1º (Gr. A)     |                        | SUI Suíça V 2–0        | FIN Finlândia V 6–1    | CAN Canadá D 2–3       | Medalha de prata |

### Luge
A equipe foi anunciada em 18 de dezembro de 2009 em Nova York.
Feminino
| Atleta        | Evento     | Final      | Final      | Final      | Final      | Final    | Final |
| Atleta        | Evento     | 1ª corrida | 2ª corrida | 3ª corrida | 4ª corrida | Total    | Pos.  |
| ------------- | ---------- | ---------- | ---------- | ---------- | ---------- | -------- | ----- |
| Erin Hamlin   | Individual | 41.835     | 42.219     | 42.792     | 42.262     | 2:49.108 | 16º   |
| Julia Clukey  | Individual | 42.059     | 42.075     | 42.472     | 42.754     | 2:49.360 | 17º   |
| Megan Sweeney | Individual | 42.450     | 42.960     | 42.625     | 42.450     | 2:50.215 | 22º   |

Masculino
| Atleta                      | Evento     | Final      | Final      | Final      | Final      | Final    | Final |
| Atleta                      | Evento     | 1ª corrida | 2ª corrida | 3ª corrida | 4ª corrida | Total    | Pos.  |
| --------------------------- | ---------- | ---------- | ---------- | ---------- | ---------- | -------- | ----- |
| Tony Benshoof               | Individual | 48.657     | 48.747     | 49.010     | 48.714     | 3:15.128 | 8º    |
| Bengt Walden                | Individual | 49.002     | 48.865     | 49.323     | 48.794     | 3:15.984 | 15º   |
| Chris Mazdzer               | Individual | 48.811     | 48.963     | 49.223     | 48.816     | 3:15.813 | 13º   |
| Mark Grimmette Brian Martin | Duplas     | 41.821     | 42.184     |            |            | 1:24.005 | 13º   |
| Christian Niccum Dan Joye   | Duplas     | 41.602     | 41.689     |            |            | 1:23.291 | 6º    |

### Patinação artística
Os Estados Unidos qualificaram três patinadores no individual masculino, duas no individual feminino, quatro nas duplas e seis patinadores na dança no gelo, totalizando 15 atletas.
| Atleta                       | Evento               | Programa curto | Programa curto | Programa longo | Programa longo | Total  | Total           |
| Atleta                       | Evento               | Pontos         | Pos.           | Pontos         | Pos.           | Pontos | Pos.            |
| ---------------------------- | -------------------- | -------------- | -------------- | -------------- | -------------- | ------ | --------------- |
| Rachael Flatt                | Individual feminino  | 64.64          | 5º             | 117.85         | 8º             | 182.49 | 7º              |
| Mirai Nagasu                 | Individual feminino  | 63.76          | 6º             | 126.39         | 5º             | 190.15 | 4º              |
| Jeremy Abbott                | Individual masculino | 69.40          | 15º            | 149.56         | 9º             | 218.96 | 9º              |
| Evan Lysacek                 | Individual masculino | 90.30          | 2º             | 167.37         | 1º             | 257.67 | Medalha de ouro |
| Johnny Weir                  | Individual masculino | 82.10          | 6º             | 156.77         | 6º             | 238.87 | 6º              |
| Caydee Denney Jeremy Barrett | Duplas               | 53.26          | 14º            | 105.07         | 12º            | 158.33 | 13º             |
| Amanda Evora Mark Ladwig     | Duplas               | 57.86          | 10º            | 114.06         | 10º            | 171.92 | 10º             |

| Atleta                        | Evento        | Dança obrigatória | Dança obrigatória | Dança original | Dança original | Dança livre | Dança livre | Total  | Total            |
| Atleta                        | Evento        | Pontos            | Pos.              | Pontos         | Pos.           | Pontos      | Pos.        | Pontos | Pos.             |
| ----------------------------- | ------------- | ----------------- | ----------------- | -------------- | -------------- | ----------- | ----------- | ------ | ---------------- |
| Meryl Davis Charlie White     | Dança no gelo | 41.47             | 3º                | 67.08          | 2º             | 107.19      | 2º          | 215.74 | Medalha de prata |
| Tanith Belbin Benjamin Agosto | Dança no gelo | 40.83             | 4º                | 62.50          | 4º             | 99.74       | 4º          | 203.07 | 4º               |
| Emily Samuelson Evan Bates    | Dança no gelo | 31.37             | 14º               | 53.99          | 11º            | 88.94       | 11º         | 174.30 | 11º              |

### Patinação de velocidade
A equipe masculina e feminina de patinação de velocidade dos Estados Unidos foi anunciada em 31 de dezembro de 2009.
Feminino
| Atleta                 | Evento      | Corrida 1 | Corrida 1 | Corrida 2 | Corrida 2 | Final    | Final |
| Atleta                 | Evento      | Tempo     | Pos.      | Tempo     | Pos.      | Tempo    | Pos.  |
| ---------------------- | ----------- | --------- | --------- | --------- | --------- | -------- | ----- |
| Lauren Cholewinski     | 500 metros  | 39.510    | 29º       | 39.587    | 32º       | 1:19.100 | 30º   |
| Elli Ochowicz          | 500 metros  | 39.000    | 18º       | 39.048    | 19º       | 1:18.050 | 17º   |
| Elli Ochowicz          | 1000 metros |           |           |           |           | 1:18.330 | 26º   |
| Heather Richardson     | 500 metros  | 38.690    | 9º        | 38.477    | 6º        | 1:17.170 | 6º    |
| Heather Richardson     | 1000 metros |           |           |           |           | 1:17.370 | 9º    |
| Heather Richardson     | 1500 metros |           |           |           |           | 1:59.56  | 16º   |
| Jennifer Rodriguez     | 500 metros  | 39.18     | 20º       | 39.281    | 25º       | 1:18.460 | 21º   |
| Jennifer Rodriguez     | 1000 metros |           |           |           |           | 1:17.080 | 7º    |
| Jennifer Rodriguez     | 1500 metros |           |           |           |           | 2:00.08  | 8º    |
| Rebekah Bradford       | 1000 metros |           |           |           |           | 1:18.788 | 29º   |
| Jilleanne Rookard      | 1500 metros |           |           |           |           | 2:01.95  | 24º   |
| Jilleanne Rookard      | 3000 metros |           |           |           |           | 4:13.05  | 12º   |
| Jilleanne Rookard      | 5000 metros |           |           |           |           | 7:07.48  | 8º    |
| Catherine Raney-Norman | 1500 metros |           |           |           |           | 2:03.02  | 31º   |
| Catherine Raney-Norman | 3000 metros |           |           |           |           | 4:16.95  | 17º   |
| Nancy Swider-Peltz     | 3000 metros |           |           |           |           | 4:11.16  | 9º    |
| Maria Lamb             | 5000 metros |           |           |           |           | 7:25.15  | 15º   |

| Equipe                                                                         | Evento                  | Quartas            | Semifinal            | Final               | Final |
| Equipe                                                                         | Evento                  | Adversário Tempo   | Adversário Tempo     | Adversário Tempo    | Pos.  |
| ------------------------------------------------------------------------------ | ----------------------- | ------------------ | -------------------- | ------------------- | ----- |
| Catherine Raney-Norman Jennifer Rodriguez Jilleanne Rookard Nancy Swider-Peltz | Perseguição por equipes | CAN Canadá V -0.05 | GER Alemanha D +0.23 | POL Polônia D +1.57 | 4º    |

Masculino
| Atleta            | Evento       | Corrida 1 | Corrida 1 | Corrida 2 | Corrida 2 | Final    | Final             |
| Atleta            | Evento       | Tempo     | Pos.      | Tempo     | Pos.      | Tempo    | Pos.              |
| ----------------- | ------------ | --------- | --------- | --------- | --------- | -------- | ----------------- |
| Tucker Fredricks  | 500 metros   | 35.210    | 15º       | 35.138    | 9º        | 1:00.350 | 12º               |
| Mitchell Whitmore | 500 metros   | 36.730    | 39º       | 36.314    | 34º       | 1:03.040 | 37                |
| Nick Pearson      | 500 metros   | 35.830    | 25º       | 36.094    | 28º       | 1:01.920 | 26º               |
| Nick Pearson      | 1000 metros  |           |           |           |           | 1:09.79  | 7º                |
| Shani Davis       | 500 metros   | 35.450    | 18º       | DNS       | DNS       | DNS      | DNS               |
| Shani Davis       | 1000 metros  |           |           |           |           | 1:08.94  | Medalha de ouro   |
| Shani Davis       | 1500 metros  |           |           |           |           | 1:46.10  | Medalha de prata  |
| Shani Davis       | 5000 metros  |           |           |           |           | 6:28.44  | 12º               |
| Chad Hedrick      | 1000 metros  |           |           |           |           | 1:09.32  | Medalha de bronze |
| Chad Hedrick      | 1500 metros  |           |           |           |           | 1:46.69  | 6º                |
| Chad Hedrick      | 5000 metros  |           |           |           |           | 6:27.07  | 11º               |
| Trevor Marsicano  | 1000 metros  |           |           |           |           | 1:10.11  | 10º               |
| Trevor Marsicano  | 1500 metros  |           |           |           |           | 1:47.84  | 15º               |
| Trevor Marsicano  | 5000 metros  |           |           |           |           | 6:30.93  | 14º               |
| Brian Hansen      | 1500 metros  |           |           |           |           | 1:48.45  | 18º               |
| Ryan Bedford      | 10000 metros |           |           |           |           | 13:40.20 | 12º               |
| Jonathan Kuck     | 10000 metros |           |           |           |           | 13:31.78 | 8º                |

| Equipe                                                   | Evento                  | Quartas           | Semifinal                 | Final              | Final            |
| Equipe                                                   | Evento                  | Adversário Tempo  | Adversário Tempo          | Adversário Tempo   | Pos.             |
| -------------------------------------------------------- | ----------------------- | ----------------- | ------------------------- | ------------------ | ---------------- |
| Brian Hansen Chad Hedrick Jonathan Kuck Trevor Marsicano | Perseguição por equipes | JPN Japão V -3.90 | NED Países Baixos V +0.40 | CAN Canadá D +0.21 | Medalha de prata |

### Patinação de velocidade em pista curta
A equipe masculina e feminina de patinação de velocidade em pista curta foi definida na qualificatória americana entre 9 e 13 de setembro de 2009.
Feminino
| Atleta                                                                     | Evento             | Preliminar | Preliminar | Quartas     | Quartas     | Semifinal   | Semifinal   | Final          | Final             |
| Atleta                                                                     | Evento             | Tempo      | Pos.       | Tempo       | Pos.        | Tempo       | Pos.        | Tempo          | Pos.              |
| -------------------------------------------------------------------------- | ------------------ | ---------- | ---------- | ----------- | ----------- | ----------- | ----------- | -------------- | ----------------- |
| Katherine Reutter                                                          | 500 metros         | 44.187     | 1º         | 43.834      | 1º          | 44.145      | 4º          | Final B 44.846 | 7º                |
| Katherine Reutter                                                          | 1000 metros        | 1:30.508   | 1º         | 1:29.955    | 1º          | 1:30.568    | 1º          | 1:29.324       | Medalha de prata  |
| Katherine Reutter                                                          | 1500 metros        | 2:29.316   | 2º         |             |             | 2:37.060    | 4º          | 2:18.396       | 4º                |
| Alyson Dudek                                                               | 500 metros         | 44.560     | 2º         | 44.588      | 4º          | Não avançou | Não avançou | Não avançou    | Não avançou       |
| Kimberly Derrick                                                           | 1000 metros        | 1:31.663   | 3º         | Não avançou | Não avançou | Não avançou | Não avançou | Não avançou    | Não avançou       |
| Kimberly Derrick                                                           | 1500 metros        | 2:24.375   | 4º         |             |             | Não avançou | Não avançou | Não avançou    | Não avançou       |
| Allison Baver                                                              | 1000 metros        | DSQ        | DSQ        | Não avançou | Não avançou | Não avançou | Não avançou | Não avançou    | Não avançou       |
| Allison Baver                                                              | 1500 metros        | 2:44.915   | 4º         |             |             | 2:25.053    | 5º          | Não avançou    | Não avançou       |
| Katherine Reutter Alyson Dudek Lana Gehring Kimberly Derrick Allison Baver | Revezamento 3000 m |            |            |             |             | 4:15.376    | 2º          | 4:14.081       | Medalha de bronze |

Masculino
| Atleta                                               | Evento             | Preliminar | Preliminar | Quartas     | Quartas     | Semifinal   | Semifinal   | Final       | Final             |
| Atleta                                               | Evento             | Tempo      | Pos.       | Tempo       | Pos.        | Tempo       | Pos.        | Tempo       | Pos.              |
| ---------------------------------------------------- | ------------------ | ---------- | ---------- | ----------- | ----------- | ----------- | ----------- | ----------- | ----------------- |
| Simon Cho                                            | 500 metros         | 41.726     | 2º         | 41.211      | 3º          | Não avançou | Não avançou | Não avançou | Não avançou       |
| Jordan Malone                                        | 500 metros         | 1:03.884   | 4º         | Não avançou | Não avançou | Não avançou | Não avançou | Não avançou | Não avançou       |
| Jordan Malone                                        | 1500 metros        | DSQ        | DSQ        |             |             | Não avançou | Não avançou | Não avançou | Não avançou       |
| Apolo Anton Ohno                                     | 500 metros         | 41.665     | 1º         | 42.004      | 2º          | 41.460      | 1º          | DSQ         | DSQ               |
| Apolo Anton Ohno                                     | 1000 metros        | 1:25.940   | 1º         | 1:25.502    | 2º          | 1:25.033    | 1º          | 1:24.128    | Medalha de bronze |
| Apolo Anton Ohno                                     | 1500 metros        | 2:17.653   | 1º         |             |             | 2:11.072    | 2º          | 2:17.976    | Medalha de prata  |
| Travis Jayner                                        | 1000 metros        | 1:26.870   | 3º         | Não avançou | Não avançou | Não avançou | Não avançou | Não avançou | Não avançou       |
| J.R. Celski                                          | 1000 metros        | 1:25.113   | 2º         | 1:24.621    | 2º          | DSQ         | DSQ         | Não avançou | Não avançou       |
| J.R. Celski                                          | 1500 metros        | 2:12.460   | 3º         |             |             | 2:13.606    | 2º          | 2:18.053    | Medalha de bronze |
| Apolo Anton Ohno J.R. Celski Travis Jayner Simon Cho | Revezamento 5000 m |            |            |             |             | 6:46.369    | 2º          | 6:44.498    | Medalha de bronze |

### Salto de esqui
A equipe de salto de esqui foi anunciada em 20 de janeiro de 2010.
| Atleta                                                           | Evento                  | Preliminar | Preliminar | 1ª rodada   | 1ª rodada   | Final       | Final       | Final       |
| Atleta                                                           | Evento                  | Pontos     | Pos.       | Pontos      | Pos.        | Pontos      | Total       | Pos.        |
| ---------------------------------------------------------------- | ----------------------- | ---------- | ---------- | ----------- | ----------- | ----------- | ----------- | ----------- |
| Anders Johnson                                                   | Pista normal individual | 108.5      | 40º        | 92.5        | 49º         | Não avançou | Não avançou | Não avançou |
| Anders Johnson                                                   | Pista longa individual  | 95.6       | 42º        | Não avançou | Não avançou | Não avançou | Não avançou | Não avançou |
| Peter Frenette                                                   | Pista normal individual | 115.0      | 30º        | 106.5       | 41º         | Não avançou | Não avançou | Não avançou |
| Peter Frenette                                                   | Pista longa individual  | 113.8      | 30º        | 90.6        | 32º         | Não avançou | Não avançou | Não avançou |
| Nicholas Alexander                                               | Pista normal individual | 113.0      | 35º        | 106.5       | 41º         | Não avançou | Não avançou | Não avançou |
| Nicholas Alexander                                               | Pista longa individual  | 116.5      | 28º        | 79.2        | 40º         | Não avançou | Não avançou | Não avançou |
| Nicholas Alexander Anders Johnson Peter Frenette Taylor Fletcher | Pista longa por equipes |            |            | 340.0       | 11º         | Não avançou | Não avançou | Não avançou |

### Skeleton
A equipe de skeleton foi definida após a disputa da sétima etapa da Copa do Mundo, baseado no ranking de 17 de janeiro de 2010.
| Atleta            | Evento    | 1ª corrida | 2ª corrida | 3ª corrida | 4ª corrida | Total   | Pos. |
| ----------------- | --------- | ---------- | ---------- | ---------- | ---------- | ------- | ---- |
| Noelle Pikus-Pace | Feminino  | 54.30      | 54.21      | 53.88      | 54.07      | 3:36.46 | 4º   |
| Katie Uhlaender   | Feminino  | 54.51      | 54.53      | 54.54      | 54.35      | 3:37.93 | 11º  |
| Eric Bernotas     | Masculino | 53.23      | 53.55      | 53.33      | 53.16      | 3:33.27 | 14º  |
| John Daly         | Masculino | 54.08      | 53.65      | 53.23      | 53.05      | 3:34.01 | 17º  |
| Zach Lund         | Masculino | 53.04      | 52.85      | 52.57      | 52.81      | 3:31.27 | 5º   |

### Snowboard
A equipe de snowboard foi anunciada em 26 de janeiro de 2010.
Halfpipe
| Atleta           | Evento    | Qualificatória | Qualificatória | Qualificatória | Semifinal | Semifinal | Semifinal | Final     | Final     | Final             |
| Atleta           | Evento    | Corrida 1      | Corrida 2      | Pos.           | Corrida 1 | Corrida 2 | Pos.      | Corrida 1 | Corrida 2 | Pos.              |
| ---------------- | --------- | -------------- | -------------- | -------------- | --------- | --------- | --------- | --------- | --------- | ----------------- |
| Gretchen Bleiler | Feminino  | 36.6           | 40.2           | 5º QF          |           |           |           | 11.0      | 14.7      | 11º               |
| Kelly Clark      | Feminino  | 45.4           | 13.6           | 2º QF          |           |           |           | 25.6      | 42.2      | Medalha de bronze |
| Elena Hight      | Feminino  | 35.7           | 37.9           | 8º             | 37.1      | 10.8      | 4º        | 24.6      | 16.0      | 10º               |
| Hannah Teter     | Feminino  | 39.7           | 42.7           | 4º QF          |           |           |           | 42.4      | 39.2      | Medalha de prata  |
| Greg Bretz       | Masculino | 36.2           | 41.3           | 4º             | 42.1      | 38.0      | 2º        | 18.3      | 13.0      | 12º               |
| Scotty Lago      | Masculino | 39.0           | 28.4           | 6º             | 41.3      | 16.2      | 3º        | 42.8      | 17.5      | Medalha de bronze |
| Louie Vito       | Masculino | 26.1           | 41.8           | 3º QF          |           |           |           | 39.1      | 39.4      | 5º                |
| Shaun White      | Masculino | 45.8           | 10.8           | 1º QF          |           |           |           | 46.8      | 48.4      | Medalha de ouro   |

Slalom gigante paralelo
| Atleta           | Evento    | Preliminar | Preliminar | Oitavas                   | Quartas               | Semifinal                       | Final                           | Final       |
| Atleta           | Evento    | Pontos     | Pos.       | Adversário Tempo          | Adversário Tempo      | Adversário Tempo                | Adversário Tempo                | Pos.        |
| ---------------- | --------- | ---------- | ---------- | ------------------------- | --------------------- | ------------------------------- | ------------------------------- | ----------- |
| Michelle Gorgone | Feminino  | 1:24.63    | 13º        | RUS E. Ilyukhina D +0.21  | Não avançou           | Não avançou                     | Não avançou                     | Não avançou |
| Chris Klug       | Masculino | 1:18.84    | 16º        | AUT A. Prommegger V -0.25 | FRA M. Bozzetto D DNF | Consolação SLO Ž. Košir D +1.71 | Consolação SLO R. Flander V DNS | 7º          |
| Tyler Jewell     | Masculino | 1:17.85    | 7º         | CAN J-J. Anderson D +1.18 | Não avançou           | Não avançou                     | Não avançou                     | Não avançou |

Snowboard cross
| Atleta                  | Evento    | Preliminar | Preliminar | Oitavas | Quartas     | Semifinal   | Final            | Final           |
| Atleta                  | Evento    | Pontos     | Pos.       | Posição | Posição     | Posição     | Posição          | Pos.            |
| ----------------------- | --------- | ---------- | ---------- | ------- | ----------- | ----------- | ---------------- | --------------- |
| Lindsey Jacobellis      | Feminino  | 1:25.41    | 2º         |         | 1º          | 4º          | Pequena final 1º | 5º              |
| Callan Chythlook-Sifsof | Feminino  | 1:59.04    | 21º        |         | Não avançou | Não avançou | Não avançou      | Não avançou     |
| Faye Gulini             | Feminino  | 1:30.75    | 12º        |         | 3º          | Não avançou | Não avançou      | Não avançou     |
| Nate Holland            | Masculino | 1:21.78    | 15º        | 1º      | 2º          | 1º          | 4º               | 4º              |
| Nick Baumgartner        | Masculino | 1:21.70    | 13º        | 4º      | Não avançou | Não avançou | Não avançou      | Não avançou     |
| Graham Watanabe         | Masculino | 1:20.53    | 2º         | 3º      | Não avançou | Não avançou | Não avançou      | Não avançou     |
| Seth Wescott            | Masculino | 1:22.87    | 17º        | 1º      | 1º          | 2º          | 1º               | Medalha de ouro |

Legenda
| Recorde mundial      | Recorde mundial (World record)               |                       | Recorde africano                      | Recorde africano (African) |                                           | Q | Classificado por posição (Qualified) |
| Recorde olímpico     | Recorde olímpico (Olympic record)            | Recorde da América    | Recorde da América (Americas)         | q                          | Classificado por melhor tempo (Qualified) |   |                                      |
| Melhor marca do ano  | Melhor marca do ano (World leading)          | Recorde asiático      | Recorde asiático (Asian)              | DNS                        | Não largou (Did not start)                |   |                                      |
| Recorde nacional     | Recorde nacional (National record)           | Recorde europeu       | Recorde europeu (European)            | DNF                        | Não terminou (Did not finish)             |   |                                      |
| Recorde pessoal      | Recorde pessoal do atleta (Personal best)    | Recorde da Oceania    | Recorde da Oceania (Oceania)          | DSQ / DQ                   | Desclassificado (Disqualified)            |   |                                      |
| Recorde da temporada | Recorde da temporada do atleta (Season best) | Recorde sul-americano | Recorde sul-americano (South America) | NM                         | Sem marca (No mark)                       |   |                                      |